# Orde van Njegoš

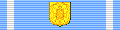
Lint van de hoogste orde

De Orde van Njegoš (Servisch: Орден Његоша, Orden Njegoša) is een Servische ridderorde vernoemd naar de Montenegrijnse vorst-bisschop Petar II Petrović Njegoš, een Servisch-orthodoxe priester die over Montenegro regeerde als leenman van de Turkse sultan. De kortlevende Federale Republiek Servië en Montenegro greep de herinnering aan Petar II aan om in 1998 het gemeenschappelijk verleden van de twee deelstaten van wat restte van de Joegoslavische Federatie te benadrukken. Het heeft niet mogen baten want Montenegro verklaarde zich eenzijdig onafhankelijk.
Petar II was een vermaard dichter. De orde wordt dan ook toegekend voor verdiensten voor de humaniora en de sociale wetenschappen. De orde heeft drie graden.
- Grootkruis
- Grootofficier
- Commandeur

Het kleinood is een onregelmatig gevormd medaillon met in het midden een gouden portret van Petar II. De ring om het medaillon is lichtblauw, de omlijsting is van zilver en goud. Als verhoging en verbinding met het lint wordt een gouden medaille aangebracht waarop het wapen van de federatie in zilver is afgebeeld.
Het lint is grijs met een witte streep langs de rand.
Orde van de Grote Joegoslavische Ster ·
Orde van de Joegoslavische Ster ·
Orde van de Joegoslavische Vlag ·
Orde van Vrijheid ·
Orde van Nationale Held ·
Orde van Held van de Socialistische Arbeid ·
Orde van Nationale Bevrijding ·
Orde van de Militaire Vlag ·
Partizanenster ·
Orde van de Republiek ·
Orde van Nationale Verdienste ·
Orde van Broederschap en Eenheid ·
Orde van het Volksleger ·
Orde voor Militaire Verdienste ·
Orde voor Dapperheid ·
Keten van de Orde van Joegoslavië ·
Orde van Verdienste van de Federale Republiek Joegoslavië ·
Orde van het Ridderzwaard ·
Orde van Nemanja ·
Orde van Njegoš ·
Orde van Vuk Karadžić ·
Orde van Tesla ·
Orde van de Arbeid ·
Orde van Dapperheid ·
Orde van Verdienste voor Defensie en Veiligheid
Zie ook: Ridderorden in Joegoslavië